# Badminton Confederation of Africa
De Badminton Confederation of Africa (vroeger: Africa Badminton Federation) is de overkoepelende badmintonorganisatie van Afrika. Hiermee is het een van de vijf organisaties die samen onder Badminton World Federation vallen. De huidige presidente van de organisatie is Dagmawit Girmay.

## Leden
Er zijn op dit moment 36 landen lid van de Badminton Confederation of Africa.
| - Algerije - Botswana - Burundi - Kameroen - Centraal-Afrikaanse Republiek - Congo-Brazzaville - Ivoorkust - Congo-Kinshasa | - Egypte - Equatoriaal-Guinea - Eritrea - Ethiopië - Ghana - Kenia - Lesotho | - Madagaskar - Malawi - Mauritanië - Mauritius - Marokko - Mozambique - Namibië | - Nigeria - Seychellen - Sierra Leone - Somalië - Zuid-Afrika - Sint-Helena - Soedan | - Swaziland - Tanzania - Togo - Tunesië - Oeganda - Zambia - Zimbabwe |

## Toernooien
De Badminton Confederation of Africa is de organisator van enkele Afrikaanse toernooien. Zij zijn verantwoordelijk voor de organisatie van de volgende evenementen.
- Afrikaanse Badminton Kampioenschappen
- Afrikaanse Junior Badminton Kampioenschappen